# Domingo Torres Maeso
Domingo Torres Maeso (Valencia, 20 de noviembre de 1895 - 25 de junio de 1980) fue un anarcosindicalista español, alcalde de Valencia durante la guerra civil española.

## Trayectoria
El 27 de febrero de 1937 asume la alcaldía de Valencia. En 1940, varias mujeres del Grao de Valencia lo implican en relación con la muerte de sus maridos en el Picadero de Paterna. Durante su mandato actuaron las conocidas como Checas de Valencia.
Trabajó en el puerto de Valencia. Afiliado a la Confederación Nacional del Trabajo (CNT) desde 1916, participó en la huelga general de 1917. Tras el Congreso de Sants de 1918 colaboró en el fortalecimiento de los sindicatos únicos. En agosto de 1919 fue detenido junto a Miquel Cabo y Joan Rueda bajo la acusación de haber instigado el asesinato de tres esquiroles en una huelga contra La Unión Española. Los tres fueron absueltos en 1921. Durante la Dictadura de Primo de Rivera estuvo exiliado en Francia, desde donde colaboró en todas las conspiraciones contra el régimen. Volvió a Valencia tras la proclamación de la Segunda República española y en 1932 se unió a los sindicatos de la oposición que apoyaban al treintismo. En 1934 creó la Alianza Obrera en Valencia, apoyó la revolución de Asturias de 1934 y tuvo que exiliarse otra vez.
Participó activamente en el fracaso del golpe de Estado del 18 de julio de 1936 en Valencia, y empezada la Guerra civil española formó parte del Comité Ejecutivo Popular de Valencia y del Consejo de Economía representando a CNT. A la vez marchó hacia el frente y formó parte de la columna dirigida por Josep Benedito León que luchó en el frente de Teruel. En febrero de 1937 volvió y fue nombrado presidente del Consejo Municipal de Valencia (alcalde)  y presidente de la Junta Provincial de Defensa Pasiva. El final de la guerra lo sorprendió en California haciendo propaganda por la causa republicana. Al no poder volver se estableció primero en Marsella y en 1944 en Toulouse, donde fue secretario de relaciones en el Comité Nacional de CNT. Años después marchó a Venezuela, pero en la década de 1970 volvió a Valencia, donde murió. 
En octubre de 2018 la Delegación de Cultura del Ayuntamiento de Valencia devolvió su retrato al pasillo que lleva al museo Histórico del Ayuntamiento.